# Грегорио ди Чекко
Грегорио ди Чекко (итал. Gregorio di Cecco; известен с 1418 г. по 1424 г.) — итальянский художник сиенской школы.

## Биография

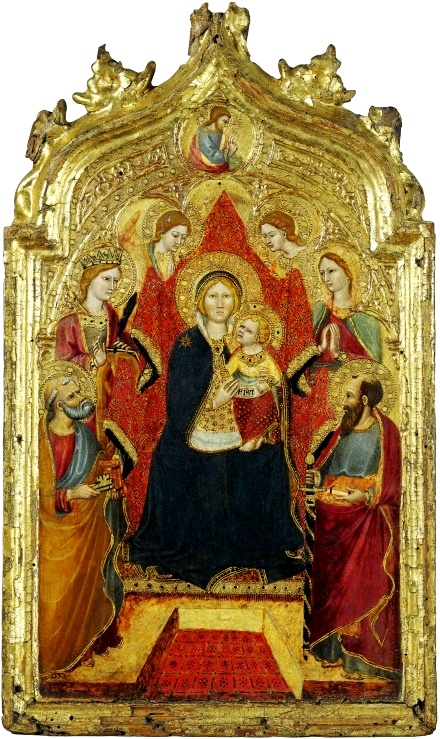
Грегорио ди Чекко. «Мадонна на троне с ангелами» нач. XV в. Музей Лихтенштайн, Вена

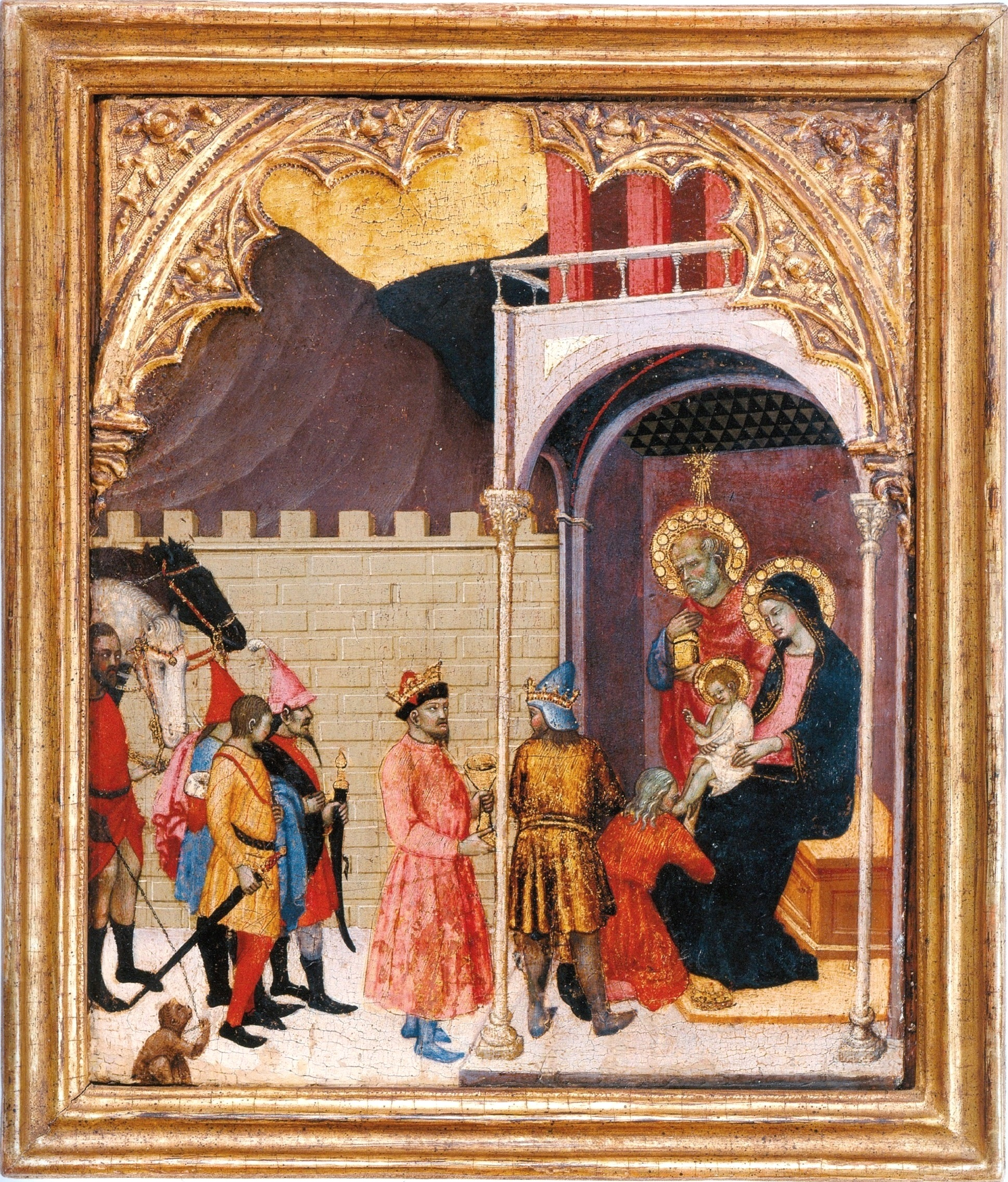
Поклонение волхвов. ок. 1420 г, Частное собрание, Швейцария

О Грегорио очень мало сведений. Известно, что он был приёмным сыном и учеником Таддео ди Бартоло, работал в его мастерской, а единственным достоверным произведением является алтарь, написанный им в 1423 году для капеллы Франческо Толомеи в сиенском соборе, на котором стоит его подпись. В начале XX века его путали с упоминаемым в документах Джорджо ди Кеко ди Лука (Giorgio di Checo di Lucha), поскольку Миланези в 1853 году неправильно транскрибировал имя Грегорио.
Впервые его имя упоминается в 1418 году, когда художник получил 4 лиры за роспись таволетта — книжной обложки для отчётов Биккерны, финансового ведомства Сиены (обложка не сохранилась). В 1420 году, совместно с Таддео ди Бартоло, он работал над алтарем для капеллы Марескотти в сиенской церкви Сан Агостино. На алтаре стояла его подпись, однако сама произведение до нашего времени не дошло. Известно, что этот алтарь состоял из статуи Мадонны дель Магнификат, созданной скульптором Джованни ди Турино (сохранилась), и картин, написанных Грегорио ди Чекко. В том же 1420 году Грегорио написал фреску в церкви деи Серви кон ле Аниме и «Мадонну с младенцем» для алтаря в церкви Санта Кьяра.
15 октября 1421 года Грегорио образовал совместное предприятие с Таддео ди Бартоло сроком на 10 лет, как указано в договоре. После этого Грегорио стал проживать в доме своего партнёра, выплачивая его супруге монне Симонине от 12 до 16 флоринов в год за питание и проживание. В их соглашении оговаривалось, что при исполнении любых работ каждый из художников будет свободен и самостоятелен. 26 августа 1422 года, незадолго до своей смерти, Таддео ди Бартоло составил завещание, в котором объявил Грегорио своим единственным наследником, что отразило уважение и привязанность, которые связывали двух художников. В завещании Таддео ди Бартоло сообщается, что Грегорио, к тому времени уже полноправный партнер, является приёмным сыном и наследником имущества Таддео ди Бартоло в случае его смерти (Таддео скончался в 1422 году). В 1422 году Грегорио работал в качестве одного из консультантов при строительстве сиенской церкви Сан Паоло и её крытой галереи.
11 апреля 1423 года художник женился на Якопе, дочери сиенского скульптора Доменико ди Никколо де Кори (1363—1453), с которым он работал в капелле Толомеи Сиенского собора.
В этом же 1423 году он закончил работу над полиптихом для капеллы Толомеи, на котором оставил дату и подпись. На центральной панели этого алтаря Грегорио ди Чекко изобразил Мадонну с младенцем и шесть ангелов, а по сторонам от неё — святых Августина, Иоанна Крестителя и апостолов Петра и Павла, над которыми расположились четыре евангелиста. На пинаклях художник изобразил святых Бьяджо (св. Власия) и Ансания, а также архангела Гавриила, благовестующего Марии о рождении Христа (Турин, частное собрание). Исследователи отмечают, что этот полиптих был первым в Сиене, в котором центральная панель несла изображение Мадонны Смирение. Образ, по всей вероятности, художник позаимствовал у Амброджо Лоренцетти с его «Мадонны дель латте» (Архиепископская семинария, Сиена), а типажи лиц продолжают традицию заложенную Симоне Мартини. Этой традиции придерживался и учитель Грегорио — Таддео ди Бартоло.
В отношении остальных, неподписанных, произведений художника существуют разночтения. Чезаре Бранди приписывает Грегорио ди Чекко небольшую картину неизвестного происхождения и плохой сохранности с изображением Иоанна Богослова из сиенской Пинакотеки. Энцо Карли считал его произведением небольшой табернакль с изображением Благовещения и Распятия из Музея изящных искусств, Бостон. Миклош Босковиц опроверг обе атрибуции и приписал кисти художника Мадонну из коллекции Джонсона (Филадельфия, Музей искусства). Андреа Де Марки приписывает Грегорио небольшое «Поклонение волхвов» из частной коллекции, Швейцария, и хоругвь «Голгофа» (Распятие/Оплакивание Христа) из сиенской Пинакотеки, которое другие приписывают Бенедетто ди Биндо. Гауденц Фройлер приписывает его кисти небольшой триптих с изображением «Распятия со святыми», который Босковиц и Эверетт Фахи атрибутируют Паоло ди Джованни Феи (продан на аукционе Сотбис в 2008 году за £ 49 250).
Дата смерти художника не известна. 1 июля 1424 года Симонина, вдова Таддео ди Бартоло, распорядилась передать имущество Грегорио его брату Андреа, из чего можно заключить, что Грегорио ди Чекко к этому моменту уже не было в живых.

## Алтарь Толомеи
Алтарь Толомеи дошёл до наших дней не полностью. Это единственная надёжно атрибутированная работа мастера. Основная часть произведения хранится в Сиенском соборе: Мадонна с младенцем и ангелами, Св. Августин, Иоанн Креститель, апостолы Пётр и Павел, два пинакля с изображениями св. Бьяджо и св. Ансания и навершие в виде Вознесения Марии. На полиптихе есть надпись GREGORIUS DE SENIS PINXIT HOC ANNI D(OMINI) M.CCCCXXIII (Грегорио из Сиены написал в 1423 году от Р. Х.). Полиптих предназначался для капеллы Толомеи, построенной по распоряжению Франческо ди Бьяджо Толомеи, каноника Сиенского собора. Строительство было начато в 1422 году и закончено в 1424. В документах собора XV—XVI веков отмечено, что произведение Грегорио украшало алтарь этой капеллы, однако в XVII веке капелла была разрушена, а полиптих, вероятно, разобран. В дальнейшем некоторые его части оказались в разных музеях. Из пяти деталей пределлы сегодня известны лишь три: «Рождество Богоматери» (Ватикан, Пинакотека), «Распятие» (Сиена, Пинакотека) и «Обручение Марии» (Национальная галерея, Лондон). Известны также две недостающие детали наверший-пинаклей с изображением сцены Благовещения: «Ангел Благовещения» (Турин, частное собрание) и «Благовестуемая Богоматерь» (Музей Стибберт, Флоренция). Исследователи его творчества отмечают, что, несмотря на явные черты сходства произведений Грегорио с работами его учителя, для них характерна более тонкая и рафинированная стилистика, а также более изысканная колористическая гамма.

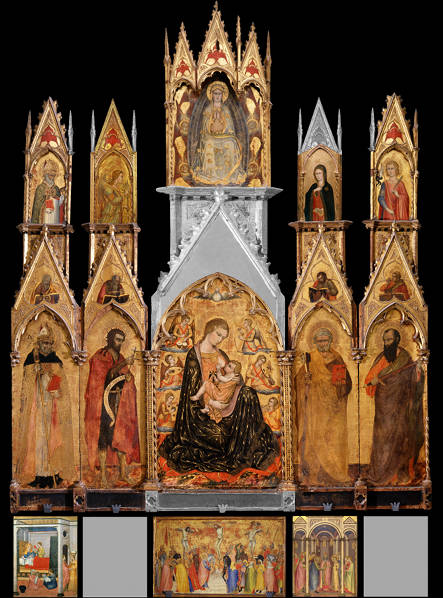
Алтарь Толомеи. Реконструкция.
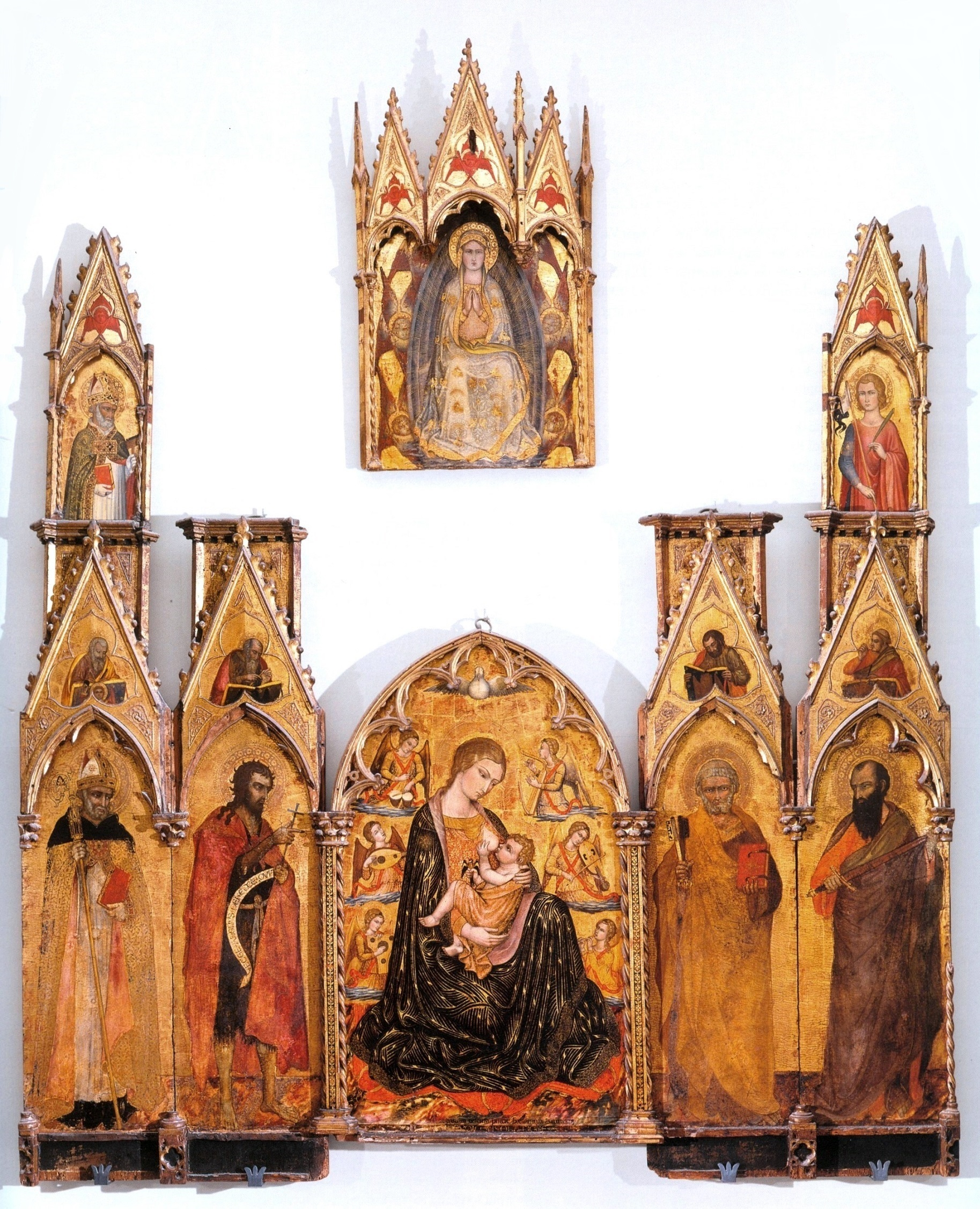
Грегорио ди Чекко. Полиптих Толомеи. 1423г. Сиена, собор
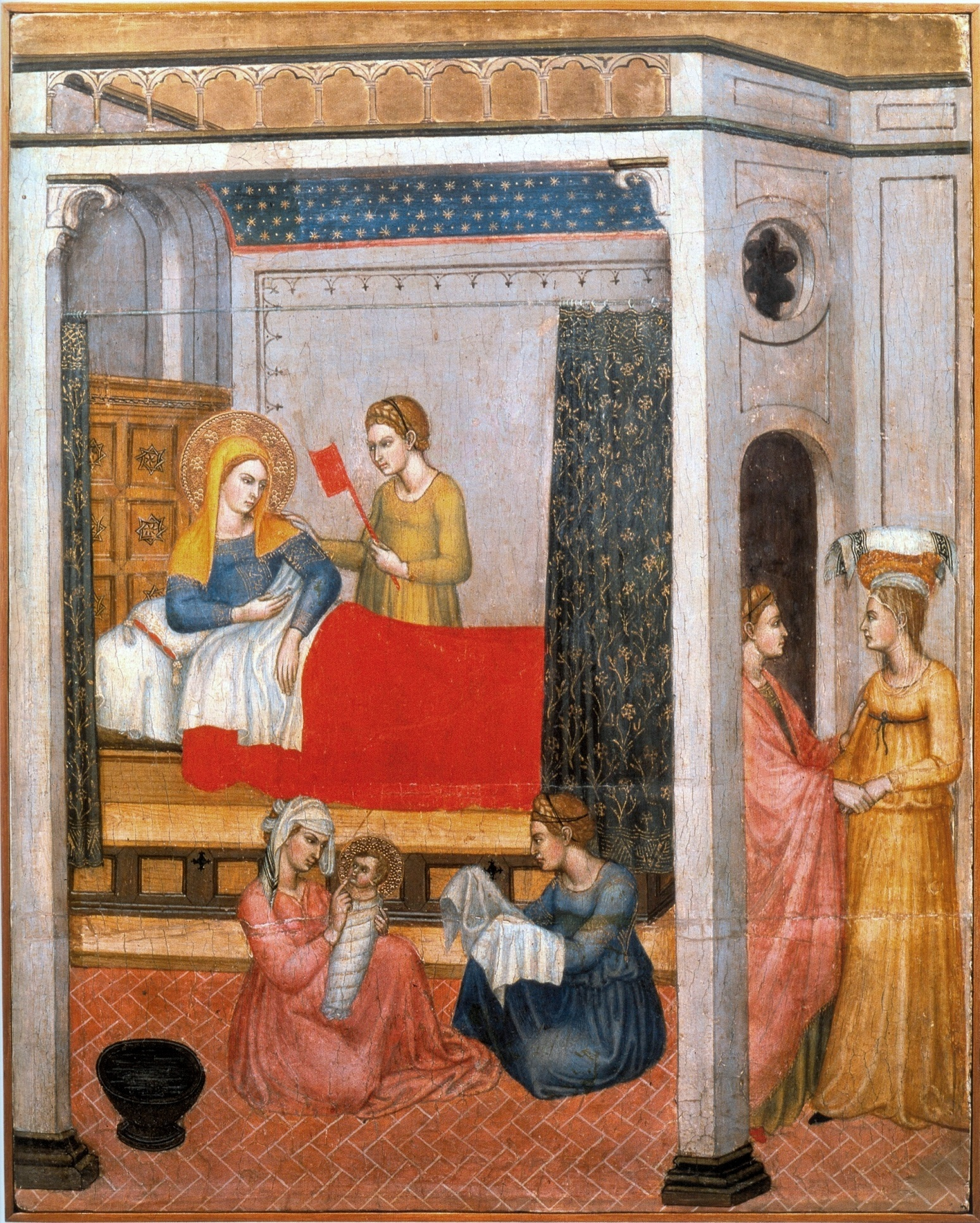
Рождество Богоматери. Ватикан, Пинакотека
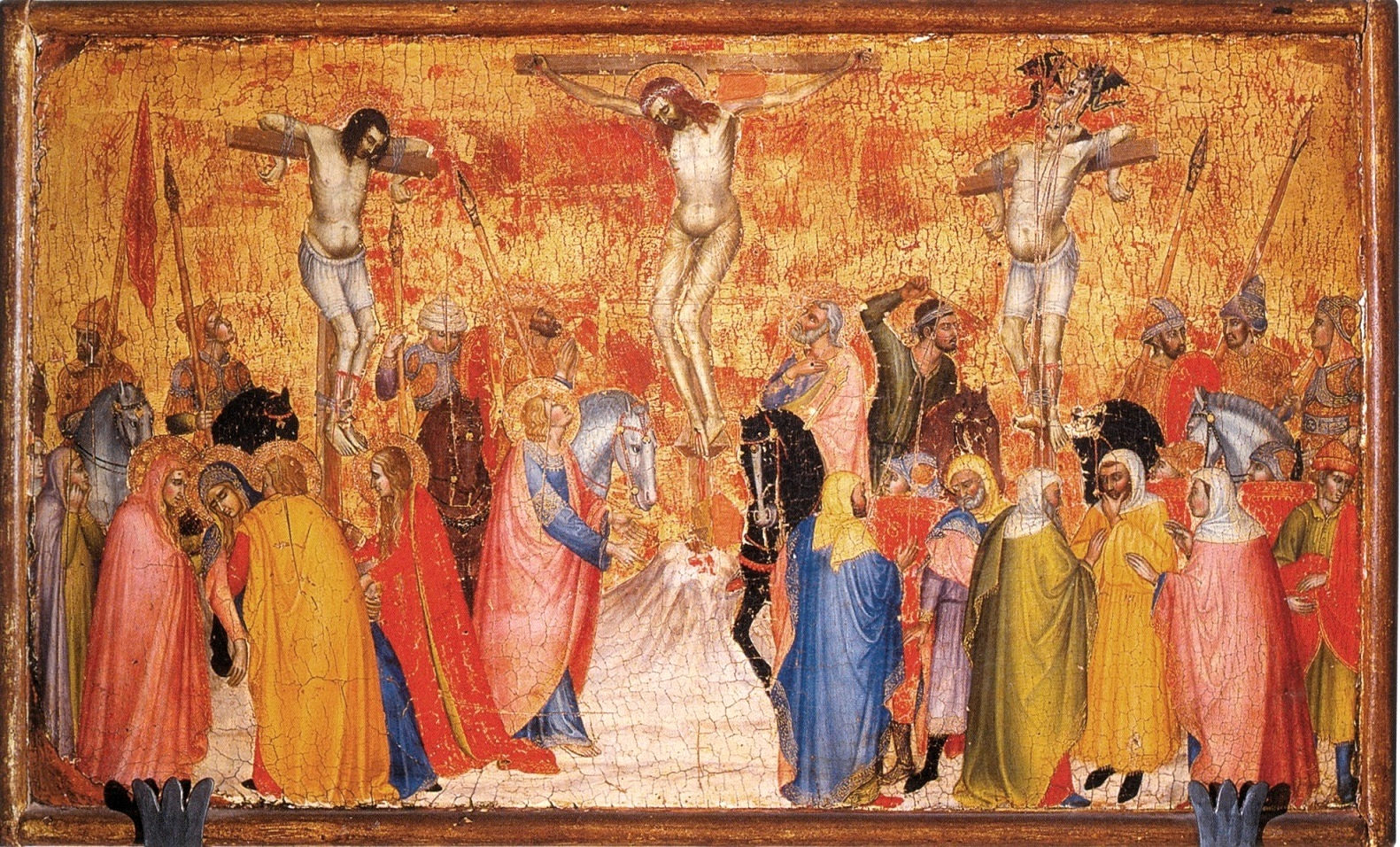
Распятие. Сиена, Музей собора
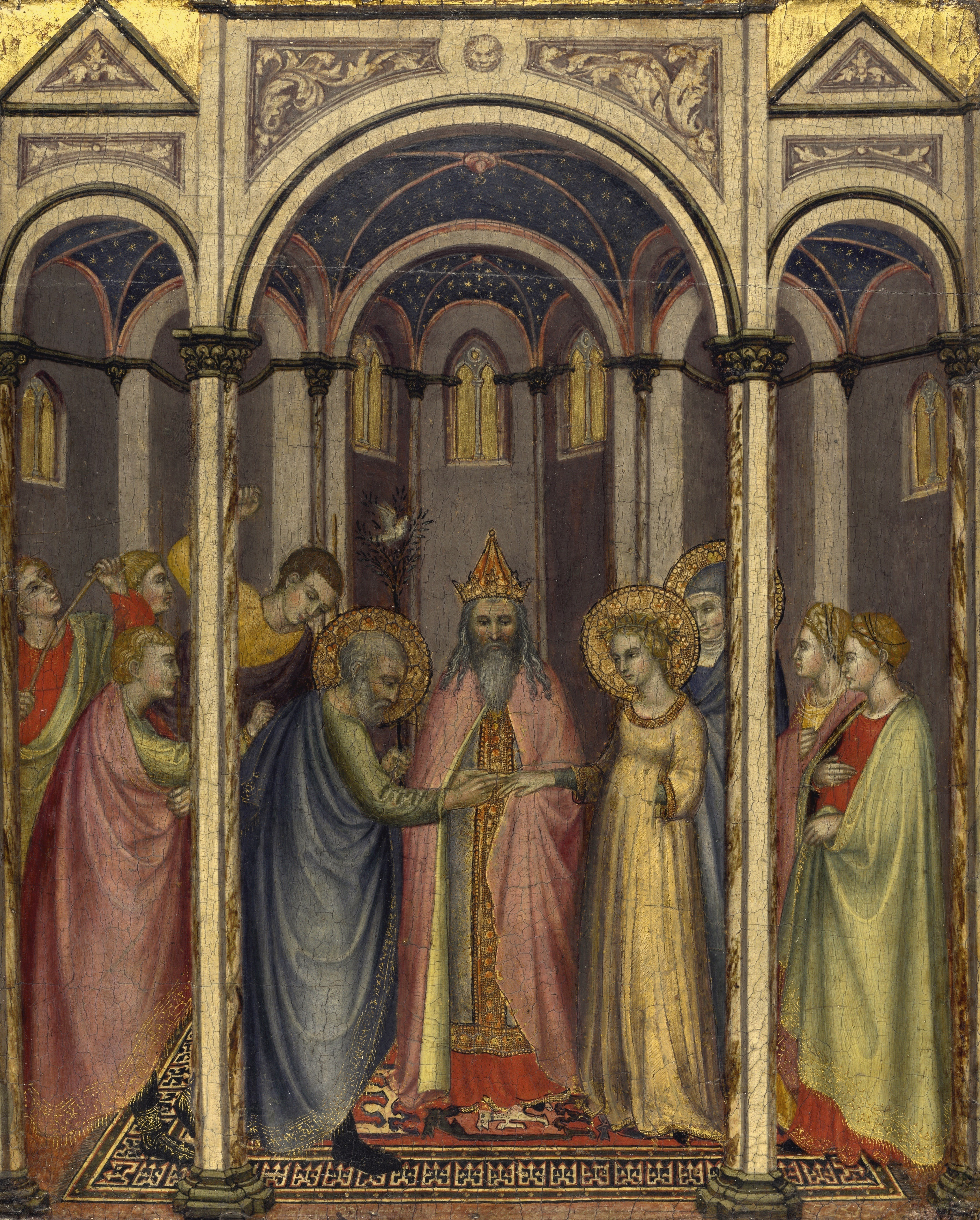
Грегорио ди Чекко. Обручение Марии. Панель пределлы. ок.1420г. Лондон, НГ
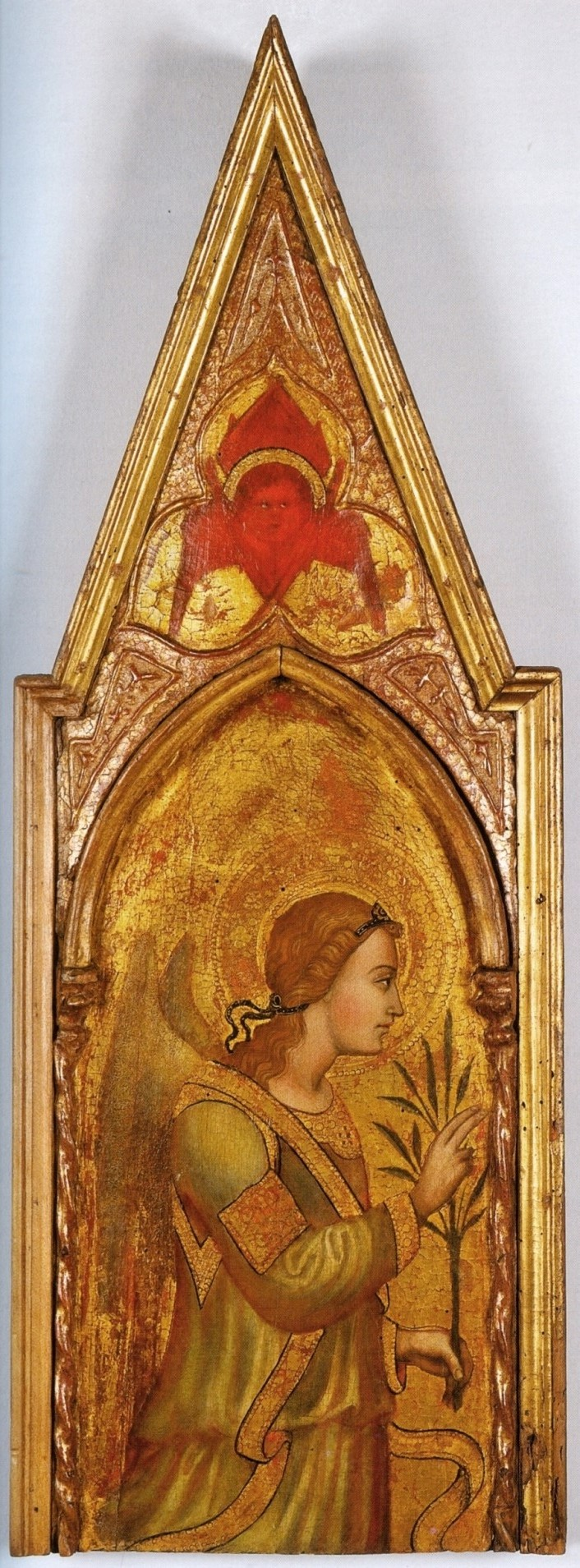
Ангел Благовещения. Турин, частное собрание
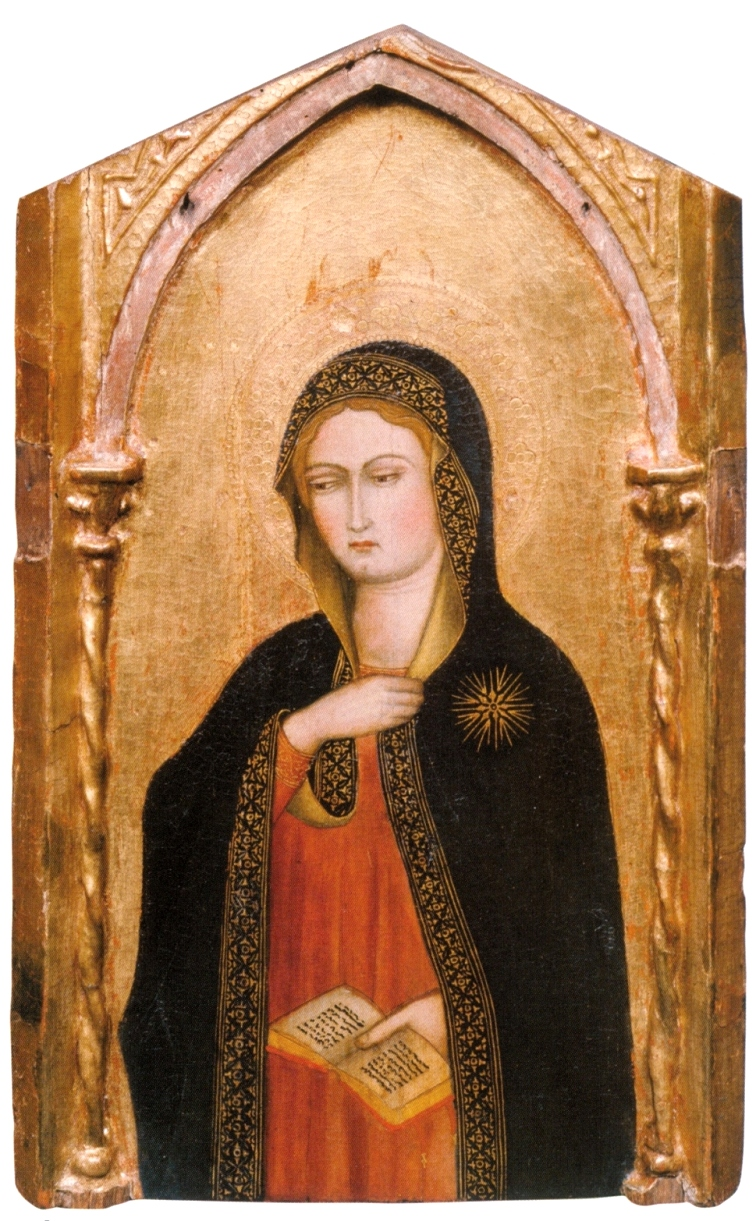
Благовестуемая Богоматерь. Флоренция, Музей Стибберта

## Работы художника
- На liechtensteinmuseum.at (недоступная ссылка)
- На nationalgalleryimages.co.uk (недоступная ссылка)